# Nesset
Nesset é uma comuna da Noruega, com 1 048 km² de área e 3 201 habitantes (censo de 2004).         